# Ted Grant
Edward (Ted) Grant, właśc. Izaak Blank (ur. 9 lipca 1913 w Germiston, zm. 20 lipca 2006) – brytyjski działacz polityczny, trockista, współzałożyciel Międzynarodowej Tendencji Marksistowskiej.

## Młodość
Rodzice Granta byli pochodzenia żydowskiego i uciekli do RPA z carskiej Rosji. Po narodzinach syna szybko się rozwiedli, Izaak pozostał z matką, której głównym źródłem utrzymania był wynajem pokoi. Jednym z lokatorów okazał się trockista Ralph Lee, który wprowadził młodego Teda Granta do ruchu lewicowego. W 1934 obaj założyli Ligę Bolszewików – Leninistów Afryki Południowej, która weszła następnie do Partii Robotników RPA. W tym samym roku Lee i Izaak Blank wyjechali do Londynu, gdzie ich zdaniem mogli więcej zrobić dla trockizmu.
W czasie podróży Blank przyjął pseudonim Edward Grant, którego zawsze używał w formie Ted, a następnie spotkał się z synem Trockiego Lwem Siedowem. Wstąpił do marksistowskiej grupy działającej w obrębie Niezależnej Partii Pracy, wziął udział w ulicznej Bitwie na Cable Street przeciwko bojówkom faszystowskim. W sporze o dalszą taktykę działania (wejście jako frakcja do Partii Pracy lub odrzucenie tej opcji i dalsze działanie samodzielne) Grant, podobnie zresztą jak sam Lew Trocki, poparł dokonanie entryzmu, i wobec niezgody kierownictwa grupy opuścił ją razem z kilkoma towarzyszami, zakładając Tendencję Militant.

## Militant
Po wyjeździe Ralpha Lee do RPA Grant został głównym teoretykiem grupy, która początkowo nie odgrywała większej roli. Od 1952 r. jego grupa działała jako frakcja Partii Pracy, a w latach 1957 – 1965 była brytyjską sekcją Czwartej Międzynarodówki. Od 1964 wydawała gazetę Militant (wcześniej: „Socjalista Internacjonalista”). Jako oficjalni członkowie Partii Pracy, zwolennicy Granta szeroko rozprzestrzeniali swoje poglądy wśród jej członków, uzyskując niemały odzew i w latach 80. zyskując poważną rolę na brytyjskiej scenie politycznej – kontrolowali radę miejską Liverpoolu i mieli trzech posłów w Izbie Gmin. Biurokratyczne kierownictwo Partii Pracy patrzyło na radykalną i szybko powiększającą się grupę (nawet 20 tys. członków) z rosnącą niechęcią. W 1983 przywódcy Militant, razem z Grantem, zostali wyrzuceni z partii, lecz duże poparcie szeregowych członków PP dla Militant uniemożliwiło całkowite rozwiązanie frakcji oraz zakaz wydawania jej gazety.
Dopiero działania nowego, jeszcze mniej propracowniczego kierownictwa partii na czele z Neilem Kinnockiem doprowadziło do zniszczenia Militant. Pod pretekstem nieprawidłowości w zeznaniach podatkowych liderzy i szeregowi członkowie Militant byli usuwani z Partii Pracy, często z naruszeniem partyjnego regulaminu. Wewnątrz Militant wybuchła wówczas dyskusja o sens dalszych działań o charakterze entrystowskim: bronił ich Grant, wskazując, iż tworzenie nowej organizacji oznaczałoby zniszczenie bazy wśród pracowników. Z kolei inni przywódcy uważali, że liczebność i siła Militant pozwala dawnej frakcji rozwinąć się w samodzielną partii i przejąć elektorat PP.

## Rozłam w Militant
Pod wpływem tej ostatniej dyskusji Ted Grant razem ze swoimi zwolennikami (przede wszystkim Alanem Woodsem opuścił Militant oraz międzynarodowy Komitet na rzecz Międzynarodówki Robotniczej, zarzucając swoim przeciwnikom sekciarstwo i niezrozumienie fundamentów trockizmu. Założył nową grupę pod nazwą Socialist Appeal od wydawanej przez nią gazety. Założył również Komitet na rzecz Międzynarodówki Marksistowskiej, który w miarę wzrostu liczby członków przerodził się w Międzynarodową Tendencję Marksistowską.

## Najważniejsze książki
- „Entrism and work in the mass organizations”
- „The unbroken thread”
- „Russia: from revolution to counterrevolution”

## Wkład Granta w myśl lewicową
Ted Grant zawsze określał siebie jako marksistę – leninistę – trockistę, co miało być wyrazem ciągłości tradycji ruchu lewicowego na świecie i nawiązywania przezeń nie tylko do pism Trockiego, w odróżnieniu od wielu innych odłamów trockizmu. Szczególnie wiele wniósł do myśli trockistowskiej w następujących kwestiach:
- Państwa „zdegenerowanego socjalizmu”, określane też jako „rządy bonapartyzmu proletariackiego” lub „zdeformowane państwa robotnicze”. Rozwijając koncepcje Trockiego dotyczące ZSRR, Grant uważał wszystkie powstałe po II wojnie światowej „państwa socjalistyczne” Bloku Wschodniego za kraje nierealizujące w praktyce teorii marksistowskiej, zbiurokratyzowane i przez to niedostosowane do potrzeb społeczeństwa, mimo istotnych cech uniemożliwiających ich kwalifikację jako kapitalistyczne (przede wszystkim gospodarka planowa). Grant uważał, że powstawanie dalszych państw tego typu jest możliwe przede wszystkim w Trzecim Świecie, ze względu na silny wpływ radziecki na nowe ruchy lewicowe i fascynację partii komunistycznych ZSRR. Zaklasyfikował jako państwo zdegenerowanego socjalizmu nie tylko porewolucyjną Kubę, ale i Birmę i Syrię, chociaż ich przywódcy nie posługiwali się retoryką komunistyczną. Zdaniem Granta trockiści działający w takich krajach powinni domagać się rewolucji politycznej, która odda władzę w ręce pracowniczych zgromadzeń (lub innych spontanicznych form demokracji bezpośredniej), ale utrzyma socjalizm w gospodarce (a zatem stworzy „pracowniczą demokrację”, przedstawianą przez Granta jako najbardziej sprawiedliwa formacja społeczna).

- Taktyka „zjednoczonego frontu” i entryzm. Widząc trudną sytuację ruchu trockistowskiego po 1945 r. Grant opracował nowe zalecenia taktyczne w oparciu o dorobek teoretyczny pierwszych trzech kongresów Kominternu oraz o prace Lwa Trockiego z lat trzydziestych. Grant zalecał entryzm jako jedyną możliwość dotarcia z ideami trockistowskimi do pracowników, którzy na ogół byli już zrzeszeni w partiach socjalistycznych, komunistycznych oraz w związkach zawodowych. Podkreślał konieczność obecności trockistów wewnątrz ruchu pracowniczego, gdyż tylko w ten sposób mogą oni zyskać jego poparcie i zaufanie. Od 1965 r. taktyka ta stała się przyczyną masowego opuszczania Czwartej Międzynarodówki przez zwolenników Granta, który tę centralę trockistowską ostro krytykował za izolowanie się od ruchu pracowniczego i przejmowanie kontrowersyjnych taktyk (np. walki partyzanckiej) lub idei (jak radykalny feminizm lub lewicowy nacjonalizm).